# Ulrica Fritzson
Eva Ulrica Fritzson (* 22. Januar 1968 in Tjärby (heute Teil der Gemeinde Laholm), Hallands län, Schweden) ist eine schwedische Pfarrerin. Seit 2024 amtiert sie als Bischöfin im Bistum Skara der Schwedischen Kirche.

## Leben
Fritzson wurde 1996 im Bistum Lund ordiniert. Sie arbeitete unter anderem in Kirchengemeinden in Malmö und Lund sowie in Afrika. 2017 wurde sie an der Universität Lund im Fach Religionsphilosophie zur Dr. theol. promoviert. 2020 wurde sie Bistumstheologin (stiftsteolog) des Bistums Skara.
Fritzson wurde am 20. März 2024 im ersten Wahlgang zur Bischöfin im Bistum Skara gewählt. Die Bischofsweihe empfing sie am 22. September 2024 durch Erzbischof Martin Modéus.